# Нисиваки, Дзюндзабуро
Дзюндзабуро Нисиваки (яп. 西脇 順三郎 Нисиваки Дзюндзабуро:, 20 января 1894 года — 5 июня 1982 года) — японский поэт-сюрреалист, один из основоположников модернистской японской поэзии. Почётный гражданин города Одзия.

## Биография и творчество

### Ранние годы
Родился в городе Одзия префектуры Ниигата третьим сыном в семье крупного банкира. После окончания местной средней школы отправился в Токио с намерением изучать живопись. В Токио достаточно успешно занимался под началом таких мастеров, как Фудзисима Такэдзи и Курода Сэйки, однако вынужден был прервать обучение из-за скоропостижной кончины отца. В 1917 году окончил экономический факультет Университета Кэйо. Дипломная работа, выполненная под руководством видного экономиста того времени Коидзуми Синдзо, была написана Нисиваки полностью на латыни. После окончания университета Нисиваки начал работу в газете «Japan Times», однако вскоре был вынужден покинуть её по состоянию здоровья.

### Обучение в Англии
В 1920 году начал преподавать на экономическом факультете Университета Кэйо. В те же годы стал публиковать критические работы в журнале «Мита бунгаку». В 1922 году был отправлен на стажировку в Англию, в Оксфордский университет. Помимо изучения средневековой английской литературы, Нисиваки познакомился с сочинениями Элиота и Джойса, а также сблизился с литераторами Джоном Кольером и Шерардом Вайнзом. Находясь в Англии, также на собственные средства издал поэтический сборник «Spectrum» (на английском языке).

### Предвоенные годы
В 1925 году вернулся в Японию. На следующий после возвращения год начал преподавать на филологическом факультете Университета Кэйо. Читал такие дисциплины, как история английской литературы, языкознание и пр. В 1927 году Нисиваки совместно с Сюдзо Такигути основал первый в Японии поэтический журнал сюрреалистического направления и опубликовал в нём несколько программных для зарождавшегося японского сюрреализма работ («Эй, благоухающие кочегары!», «Исчезновение стиха», «Profanus» и др.).
Этапное значение имел трактат «Profanus» (1926), в котором Нисиваки изложено его видение поэзии. В нём постулируется бессмысленность окружающей действительности, ощущение которой полагается в основу поэтического творчества. Силой поэзии, по Нисиваки, обыденное восприятие действительности должно быть разрушено, отчуждено и преобразовано воображением. Разрушение при этом не носит нигилистического характера, а нацелено в большей степени на сдвиг привычных отношений и связей между предметами. В развивающей идеи трактата статье «Поэтическое чувство», которая сопровождало послевоенное издание ранних стихов Нисиваки, поэт подчёркивает стремление к гармонии образов, соединяющих самые удалённые друг от друга во времени и пространстве феномены. Соединение их должно осуществляться через подсознательные ассоциации. Уже в этих ранних работах заметно существенное отличие позиции Нисиваки от европейского сюрреализма Бретона и других с его чистым психическим автоматизмом. Более того, Нисиваки нельзя было назвать европоцентричным вообще, несмотря на явное влияние на его поэтику, помимо Бретона, Валери, Джойса, Пруста, Юма и Элиота, так как он при этом оставался тонким знатоком японской и китайской классики. Для Нисиваки новейшие доктрины европейского модернизма пересекались с поэтикой дзэн-буддизма и учения о «невидимых письменах» (不立文字), в частности. К тому же играющий для западного сюрреализма автоматизм как таковой Нисиваки и вовсе отвергается: ей противопоставляется напряженная работа по трансформации феноменального мира при помощи «образотворческой силы».
В 1928 году Нисиваки примкнул к только что появившемуся журналу «Поэзия и поэтика» (詩と詩論), постепенно выдвинувшись на роль главного теоретика новой японской поэзии. В 1933 году вышел первый сборник его стихов на японском «Ambarvalia» («Праздник урожая»), написанный под сильным влиянием поэтики «Вою на Луну» (月に吠える) Сакутаро Хагивары. Сборник, однако, оказался единственным, написанным Нисиваки за более чем десятилетие с момента его опубликования. Причиной тому были, с одной стороны, репрессии в отношении сюрреализма, усилившиеся с милитаризацией страны, а с другой — отход от сочинения поэзии и самого Нисиваки, сконцентрировавшегося на разработке теоретической базы сюрреалистической поэтики. Собственно стихотворения же этого раннего периода творчества, собранные в «Ambarvalia», отличались схематичностью и вторичностью. В них, однако, уже была намечена тема вечного странника, скитающегося во вселенной сквозь пространство и время, которая получила своё должное развитие в зрелых сочинениях послевоенных лет.

### Послевоенные годы
После долгих лет молчания Нисиваки начал активно публиковаться в послевоенные годы, на которые и пришёлся расцвет его поэтического творчества. В 1947 году увидел свет сборник «Скитальцу нет возврата». За ним последовали «Современные притчи» и «Третья мифология», в которых поэт отправляется на поиски своего воображаемого «второго я». В результате синтеза новаторских идей Нисиваки, возникших у него под влиянием современного западного искусства, и специфически японского мироощущения выработалась самобытная поэтика. Кульминации своего выражения она достигла в 1960-е годы в поэме «Утраченное время», технически являвшейся переосмыслением Джойса и Пруста и нашедшей своё продолжение в циклах «Богиня плодородия» и «Смешать с эфиром».
В 1961 году Нисиваки был принят в Японскую академию искусств. В 1963 — закончил свою педагогическую деятельность в Университете Кэйо, оставив после себя плеяду ярких литературоведов, среди которых были Тосикадзу Ниикура, Фумио Фуриягава и Дзюн Это. В 1971 году был награждён государственной наградой за выдающийся вклад в развитие культуры страны. В 1973 — стал почётным иностранным членом Американской академии наук и искусств. В 1958 году наряду с Дзюнъитиро Танидзаки выдвигался на Нобелевскую премию по литературе (по рекомендации Юкио Мисимы).

### Смерть
Умер в больнице своего родного города Одзия в возрасте 88 лет.

## Сочинения

### Сборники стихов
- «Ambarvalia» (1933)
- «Скитальцу нет возврата» (旅人かへらず, 1947)
- «Современные притчи» (近代の寓話, 1953)
- «Андромеда» (あんどろめだ, 1955)
- «Третья мифология» (第三の神話, 1956)
- «Утраченное время» (失われた時, 1960)
- «Богиня плодородия» (豊饒の女神, 1962)
- «Смешать с эфиром» (えてるにたす, 1962)
- «Драгоценный сон» (宝石の眠り, 1963)
- «Благодарственные записки» (禮記, 1967)
- «Песни глинозёма» (壌歌, 1969)
- «Оленьи врата» (鹿門, 1970)
- «Человечество» (人類, 1979)

### Литературная критика
- «Поэтика сюрреализма» (超現実主義詩論, 1929)
- «Теория сюрреалистической литературы» (シュルレアリスム文学論, 1930)
- «Европейская литература» (ヨーロッパ文学, 1933)
- «Чистый соловей» (純粋な鶯, 1934)
- «Пролегомены к классической литературе» (古代文学序説, 1958)
- «Суеверие Пизанской башни» (斜塔の迷信, 1957)
- «Поэтика» (詩学, 1968)
- «Идя по равнине» (野原をゆく, 1972)
- «Басё — Шекспир — Элиот» (芭蕉・シェイクスピア・エリオット, 1989)
- «Бодлер и я» (ボードレールと私, 2005, посмертно)